# Dismorphia astyocha
Dismorphia astyocha är en fjärilsart som beskrevs av Jacob Hübner 1831. Dismorphia astyocha ingår i släktet Dismorphia och familjen vitfjärilar. Inga underarter finns listade i Catalogue of Life.